# Пауль Кайзер
Пауль Карл Густав Кайзер (нім. Paul Karl Gustav Keiser; 8 лютого 1894, Гаген — 26 червня 1981, Штутгарт) — німецький офіцер, оберст вермахту. Кавалер Лицарського хреста Залізного хреста.

## Біографія
10 серпня 1914 року вступив добровольцем в армію. Учасник Першої світової війни. 31 грудня 1918 року демобілізований. 15 липня 1934 року вступив у рейхсвер. З 16 березня 1938 року займав командну посаду на полігоні Гойберга. З 3 грудня 1939 року — командир 2-го батальйону 305-го піхотного полку, з 18 січня 1942 року — 318-го, з 29 червня 1942 по 11 вересня 1944 року — 326-го піхотного (з 15 жовтня 1942 року — гренадерського) полку. З 21 січня по 19 грудня 1944 року пройшов курс командира дивізії. 1 січня 1945 року відправлений в групу армій «Південь». З 20 лютого — командир бойової групи «Кайзер».

## Звання
- Єфрейтор (28 травня 1915)
- Унтерофіцер (21 червня 1915)
- Віце-фельдфебель (22 грудня 1915)
- Лейтенант резерву (23 травня 1916)
- Оберлейтенант резерву (31 грудня 1918)
- Гауптман (15 липня 1934)
- Майор (1 лютого 1938)
- Оберстлейтенант (1 квітня 1941)
- Оберст (1 вересня 1942)

## Нагороди
- Залізний хрест
  - 2-го класу (6 вересня 1916)
  - 1-го класу (19 червня 1918)
- Нагрудний знак «За поранення» в чорному (28 липня 1918)
- Почесний хрест ветерана війни з мечами (28 лютого 1935)
- Медаль «За вислугу років у Вермахті» 4-го класу (4 роки; 2 жовтня 1936)
- Застібка до Залізного хреста
  - 2-го класу (28 червня 1940)
  - 1-го класу (25 липня 1941)
- Штурмовий піхотний знак в сріблі (29 вересня 1941)
- Німецький хрест в золоті (29 квітня 1942)
- Орден Корони Румунії, офіцерський хрест (28 липня 1942)
- Медаль «За зимову кампанію на Сході 1941/42» (12 серпня 1942)
- Почесна застібка на орденську стрічку для Сухопутних військ (27 травня 1943)
- Лицарський хрест Залізного хреста (6 листопада 1943)